# Ticodendron incognitum
Ticodendron incognitum ist die einzige Pflanzenart der einzigen monotypischen Gattung Ticodendron der Familie Ticodendraceae innerhalb der Ordnung der Buchenartigen (Fagales). Sie ist in Zentralamerika beheimatet.

## Beschreibung und Ökologie

### Erscheinungsbild und Blätter
Ticodendron incognitum ist ein immergrüner Baum, der Wuchshöhen von 7 bis 20 Meter und Brusthöhendurchmesser (BHD) von 40 bis 80 Zentimetern erreicht. Das Holz ist gelblich.
Die wechselständig angeordneten Laubblätter sind in Blattstiel und Blattspreite gegliedert. Der oben gerillte Blattstiel ist 10 bis 15 Millimeter lang. Die einfache, fast ledrige Blattspreite ist mit einer Länge von 8 bis 13 Zentimetern und einer Breite von 4 bis 8 Zentimetern elliptisch-eiförmig. Sie ist fiedernervig mit 8 bis 13 Seitennerven auf jeder Seite des Hauptnerves. Der Blattrand ist doppelt gesägten. Die Blattunterseite ist anfangs wollig behaart, später unterschiedlich stark mit einfachen Trichomen bedeckt. Die Blattoberseite ist kahl. Die etwa 15 Millimeter langen Nebenblätter umfassen den Zweig und fallen früh ab, wobei sie eine deutliche Blattnarbe hinterlassen.

### Blütenstände und Blüten
Ticodendron incognitum ist zweihäusig getrenntgeschlechtig (diöziosch) oder polygamodiözisch. Die Blütenstände sind einfache oder zusammengesetzte, hängende, 1,5 bis 4 Zentimeter lange Kätzchen mit Hochblättern. Ein bis drei männliche Blüten sitzen dicht zusammen und bilden ein zusammengesetztes Kätzchen. Weibliche Blüten stehen einzeln in einfachen Kätzchen. Die eingeschlechtigen Blüten sind klein und reduziert. Blütenhüllblätter sind bei weiblichen Blüten rudimentär vorhanden; bei männlichen Blüten fehlen sie. In den männlichen Blüten sind acht bis zehn freie, fertile Staubblätter mit 2 bis 3 Millimeter langen Staubfäden und mit einer Länge von etwa 2 mm länglichen Staubbeuteln vorhanden. Die weiblichen Blüten stehen jeweils über drei vergänglichen Deckblättern. Zwei Fruchtblätter zu einem unterständigen Fruchtknoten verwachsen. Die zwei, selten drei freien Griffel besitzen lange Narben. Die Bestäubung erfolgt über den Wind (Anemophilie).

### Früchte
Die mit einer Länge von etwa 7 Zentimetern und einem Durchmesser etwa 4 Zentimetern von asymmetrische Steinfrucht ist etwas fleischig und enthält einen Samen. Das längs gefurchte Endokarp ist sehr hart.

### Chromosomenzahl
Die Chromosomenzahl beträgt 2n = 26.

## Vorkommen
Die Verbreitung ist rein neotropisch: von Zentralmexiko über Guatemala, Costa Rica, Nicaragua, Honduras bis ins südliche Panama. Ticodendron incognitum gedeiht im immergrünen Bergregenwald bis hinauf in die Nebelwaldsufe. Er wächst meist in Höhenlagen zwischen 900 und 2300 Metern. Diese Art kommt nur in kleinen Beständen oder als Einzelexemplare vor.
Trivialnamen in den Heimatgebieten sind „jaúl macho“, „jaúl nazareno“, „duraznillo“ oder „candelillo morado“.

## Systematik
Die Gattung Ticodendron wurde 1989 durch Jorge Gómez Laurito und Luis Diego Gómez in Annals of the Missouri Botanical Garden, 76 (4), S. 1148–1151, f. 1-6 mit der Erstbeschreibung der Art Ticodendron incognitum aufgestellt. Die Familie Ticodendraceae wurde erst 1991 durch Jorge Gómez Laurito und Luis Diego Gómez in Annals of the Missouri Botanical Garden, 78, 1, S. 87 aufgestellt. Diese Art ist am nächsten mit den Betulaceae verwandt.
Ticodendron leitet sich ab von Tico, der inoffiziellen Bezeichnung für einen Bewohner Costa Ricas, und dendron, das griechische Wort für Baum. Der Gattungsname weist somit auf die Herkunft der für die Beschreibung genutzten Pflanzen (Typexemplare, Typus (Nomenklatur)) hin.
In der Familie Ticodendraceae Gómez-Laur. & L.D.Gómez gibt es nur eine monotypische Gattung:
- Ticodendron Gómez-Laur. & L.D.Gómez mit der einzigen Art:
  - Ticodendron incognitum Gómez-Laur. & L.D.Gómez.